# Поповци (Пакрац)
Поповци су насељено место у саставу града Пакраца, у западној Славонији, Република Хрватска.

## Становништво
На попису становништва 2011. године, Поповци су имали 10 становника.
| Националност       | 1991.       |
| Срби               | 67 (98,52%) |
| Хрвати             | 0           |
| Југословени        | 0           |
| остали и непознато | 1 (1,47%)   |
| Укупно             | 68          |